# Рей Вінстон
Реймонд Ендрю Вінстон ([ˈwɪnstən] ; народився 19 лютого 1957) — англійський актор кіно та телебачення. Він здебільшого відомий своїми ролями «важкої людини», починаючи з ролі Карліна у фільмі 1979 року «Шкіри». Він також грав Кевіна, колишнього солдата армії, у Квадрофенії, а також Вілла Скарлет у телесеріалі Робін Шервуда. Він також став відомим як актор озвучування плівок.
За всю свою кар'єру, він зіграв у таких відомих фільмах як «Сексуальний звір», «Холодна гора», «Король Артур», «Хроніки Нарнії: Лев, чаклунка та шафа», «13», «Відступники», «Беовульф», «Індіана Джонс і Королівство кришталевого черепа», «На межі темряви», «Летючий загін Скотланд-Ярду» та «Ной».
У 2006 році американський критик Роджер Еберт назвав Вінстона «одним з найкращих акторів, які зараз працюють у кіно».

## Раннє життя
Вінстон народився в лікарні Гакні, Лондон. Він вперше жив у Caister Park Road Plaistow E13 і відвідував дитячі та молодші школи в Портвеї. Він переїхав на Енфілд, коли йому було сім років, і виріс у садибі ради, недалеко від дороги А10. Його батько, Реймонд Дж. Вінстон (1933—2015), керував фруктами та овочами той час як його мати Маргарет (пр. Річардсон; 1932—1985) працювала зі спорожнення фруктових машин. . Вінстон згадує, що грав зі своїми друзями на майданчиках бомб (вакантні партії із завалами бомб Другої світової війни), поки " Вбивці маврів " Ян Брейді та Майра Хіндлі не були заарештовані за вбивство трьох дітей. Рей приєднався до початкової школи Брімсдауна, а потім отримав освіту в школі округу Едмонтон, яка після його приїзду змінилася з гімназії на загальноосвітню. Він також відвідував театральну школу Корони . Він не брав участь у школі, врешті-решт, залишившись з єдиним КСЕ (2 клас) у Драмі.  
Вінстон мав ранню прихильність до акторської майстерності; батько ходив би його в кіно кожну середу вдень. Пізніше він переглянув Альберта Фінні у суботу ввечері та в неділю вранці і сказав: "Я подумав: " Я міг би бути тим джизером ". Інші основні впливи включали Джона Уейна, Джеймса Кейні та Едварда Г. Робінсона . Позичивши додаткові гроші на навчання у матері друга, вчителя драми, Вінстон вийшов на сцену, виступаючи як продавець газети Кокні у постановці Еміля та детективів.
Вінстон також був шанувальником боксу . Його друзі відомі як Вінні, його вдома називали Маленькими Сагсами (батька його вже називали Цукор, після Цукрового Рея Робінсона). У віці 12 років Вінстон приєднався до аматорського бокс-клубу Рептон. Протягом наступних 10 років він виграв 80 з 88 боїв. У середній вазі він тричі був чемпіоном Лондонського школяра, двічі воюючи за Англію. Досвід дав йому перспективу щодо його подальшої кар'єри: «Якщо ти можеш потрапити на ринг з 2000 людьми, які спостерігають за собою, і їх прищурив інший хлопець, то піти на сцену не складно».

### Школа
Вирішивши займатися драмою, Вінстон записався до Коронної сценічної академії в Хаммерсміті. За 900 фунтів стерлінгів це було дорого, враховуючи, що тоді середня зарплата становила близько 36 фунтів на тиждень.
Він виграв свою першу головну роль у « Щось божевільний світ» в Театральному Королівському, Стратфорді, Лондоні, але він танцював і погано співав, ведучи свого батька, який зазвичай підтримує, сказати «Подай, поки ти попереду». Один з його перших телевізійних виступів з'явився в епізоді популярного поліцейського серіалу "Свіні " 1976 року, де його зарахували як «Реймонд Вінстон» і зіграв другорядну роль як неназваний молодий злодій.
Вінстон не користувався популярністю у закладі в його середній школі, який вважав його поганим впливом. Через 12 місяців він виявив, що він єдиний учень, якого не запросили на різдвяну вечірку, і вирішив помститися за це незначне. Забивши кілька шпильок через шматок дерева, він поклав його під колесо машини своєї директора і видув шину. За це його вигнали. На жарт він піднявся до BBC, де його однокласники брали участь у прослуховуванні, і отримав одне із себе, загравши з секретарем. Прослуховування було для однієї з найвідоміших п'єс в історії — "Акурат Алана Кларка" — і тому, що Кларку сподобалася зухвала, агресивна прогулянка боксера Вінстона, він отримав роль, хоч це було написано для глассек . П'єса, написана Роєм Мінтоном та режисером Кларком, була жорстоким змалюванням молодого злочинця. Вінстон був відіграний у головній ролі Карліна, молодого злочинця, який бореться як проти своїх викрадачів, так і для своїх побратимів, щоб стати «татом» установи. Тяжко вражаючий і часто жорстокий (особливо під час сумнозвісної сцени " більярду ", в якій Карлін використовує два більярдні кульки, забиті в шкарпетку, щоб бити одного зі своїх ув'язнених по голові), п'єса була визнана непридатною для трансляції BBC, і не була показано до 1991 року. Заборонену телевізійну гру повністю було знято у 1979 році для виходу у кіно з багатьма оригінальними акторами, які грали однакові ролі. У коментарі одного з останніх режисерського для Scum DVD, Winstone цитує Кларк як головний вплив на його кар'єрі, і оплакує смерть режисера в 1990 році від раку.
Роль Вінстона в « Scum», здається, встановила форму для багатьох інших його частин; його часто кидають як жорстку чи жорстоку людину. Однак його також відкидають у фільмах, у яких він виявляє більш м'яку сторону. Він мав комедійну роль у « Марті», «Знайомтеся з Франком», «Деніелом та Лоренсом», і романтичну роль у « Фанні» та «Елвісі». Його улюблена роль була у телевізійному біографічному фільмі про життя найвідомішого монарха Англії, короля Генріха VIII, у якому він зіграв головну роль.

## Кар'єра
Після короткого пробігу в серіалі «Фокс» і ролі в «Дами і джентльмени», «Казкові плями» (поряд з Діаном Лейн, Лаурою Дерн та безліччю панків у реальному житті, таких як Фей Вейбіл, Стів Джонс, Пол Кук та Пол Сімонон), Вінстон отримав ще одну велику перерву, будучи в ролі Вілла Скарлет в Робін Шервуд Він виявився надзвичайно популярним і отримав насолоду від ролі, вважаючи Скарлет "першим футбольним хуліганом " — хоча він не захоплювався озвученою німецькою версією, в якій, за його словами, він звучав як «психотичний фарш». Але як тільки шоу закінчилося, частини висихали. Він взяв участь у співавторстві «Танк Моллінг», в якому знялися Джейсон Коннері, Аманда Донохое і Марія Віттакер, а також зняв кілька телевізійних ролей. Протягом багатьох років він знімався в телевізійних шоу, серед яких «Свіні», «Білл», «Бун», «Досить таємна армія» (як Стібі Коллінз), «Колись зменшуються кола», «Одна нога в могилі», «Вбивство», «Найгубніше», «Пташине перо», «Міндер», «Кавана» QC, Auf Wiedersehen, Pet та Ret-back (з новоспеченою Кейт Вінслет). У цей період він все частіше притягувався до театру, граючи в Хінкемані в 1988 році, Деякі голоси в 1994 році та «Вибір дилера» та «Блідий кінь» в наступному році.
Вінстона попросили знятися в містера Томаса, п'єсі, написаній його другом і побратимом лондонця Кеті Берк. Огляди були хорошими, і призвели до того, що Вінстон був порушений разом з Берком у драмі Гері Олдмана «Nil By Mouth» . Він отримав широку похвалу за свою діяльність як алкогольної дружини-поборщиці, отримавши номінацію BAFTA (17 років після його нагороди за найкращого новачка за це літо). Він продовжував грати ролі «жорсткого хлопця» у «Face and The War Zone» — остання особливо суперечлива, оскільки він грав чоловіка, який зґвалтував власну дочку, — але ця очевидна жорсткість також дозволила б йому грати закоханих симпатичних хлопців у романтичні комедії Фенні та Елвіса і там є лише один Джиммі Грімбл. В минуле Різдво він грав мертвого чоловіка, тепер ангела- стажера, який повертається з небес, щоб допомогти своєму маленькому синові впоратися з його побоюванням, написаним Тоні Гріндом, з яким Вінстон знову працював над Народженнями, шлюбами та смертьми та Наш хлопчик остання виграла йому нагороду за найкращий актор Королівського телевізійного товариства . Вони знову працювали разом у 2006 році над «Усі в грі», де Вінстон зображав футбольного менеджера. Він зробив серію реклами Holsten Pils, де зіграв фразу «Хто тато», сформульовану у фільмі «Накид».
У 2000 році Вінстон знявся разом з Джудом Лоу у хітовому культовому фільмі «Кохання, честь та обоє», потім виграв головну роль у «Сексуальному звірі», що принесло йому велику оцінку з боку Великої Британії та міжнародної аудиторії та привело його до відома американської кіноіндустрії. Вінстон грає «Гал» Голуб, пенсіонера та щасливо одруженого колишнього злодія затягнув у підземний світ Лондона колишнім соратником психопата (Бен Кінгслі, який отримав номінацію на "Оскар" за свою виставу).
Після короткої ролі разом з Берком знову в трагіко-комічному «Мартіні» він з'явився в « Останні замовлення», де він знявся разом з Майклом Кейном, Хелен Міррен, Девідом Хеммінгом і Томом Куртене .
Наступний Вінстон отримає головну роль у грі Ріплі, продовженні «Талановитого містера Ріплі», в якому він знову зіграв гангстера. Він пішов з Ленні Блю, продовженням «Жорсткої любові» та короткометражним «Вибитком».
У 2000 році він знявся у «Зелених полях» у складі « Донмар», режисером Сем Мендесом. У 2002 році він виступив у Королівському дворі як Гриффін у «Нічній чаплі» . Через два роки він приєднався до Кевіна Спейсі за 24 години вистави на Олд Вік, серії постановок, які були написані, репетировані та виконані за один день. Зараз всесвітньо відомий, Вінстон був наступним обраний Ентоні Мінгелла, щоб зіграти Тіг, зловісного боса домашньої гвардії, в американській драмі " Громадянська війна " Холодна гора.
Можливо, надихнувшись Берком і Олдманом, Вінстон вирішив режисерською і продюсувати власні фільми, створивши виробничі компанії розміру 9 і Flicks зі своїм давнім агентом Майклом Віггсом. Першими зусиллями була She's Gone, в якій він грає бізнесмена, молода донька якого зникає в Стамбулі (зйомки проводилися заворушеннями на Близькому Сході). Він послідував за ним з Єрусалимом, в якому грав поета і провидця Вільяма Блейка.
Вінстон дебютував у фільмі «Король Артур», де у головній ролі зіграв Клайв Оуен, а режисером виступив Антуан Фукуа, при постановці Джеррі Брюкхаймера . У тому фільмі Фукуа проголосив його "британцем Де Ніро ". Потім він подав голос Солдата Сема в екранній версії The Magic Roundabout.
У 2005 році він з'явився навпроти Суранн Джонс у драмі ITV Вінсент про команду приватних детективів. Він повернувся до ролі в 2006 році і був нагороджений Міжнародною Еммі . Він також зобразив англійського міліціонера 19 століття, який намагався приручити австралійську глибинку в «Пропозиції» . Повна зміна темпу для Вінстона забезпечила голос зухвалому мізерному містеру Біверу в «Хроніках Нарнії: Лев, Відьма та Шафа» також у 2005 році. Вінстон з'явився у фільмі Мартіна Скорсезе у 2006 році «Відходив» як містер Француз, прихильник ірландського мафіозного боса Джека Ніколсона . Критик Роджер Еберт виділив Вінстона для похвали серед ансамблевого ансамблю The Departed, написавши, що актор «інвестує кожну лінію з авторитетом Бога, який диктує Мойсей».
Він забезпечив рухи зйомки рухів та роботу над голосом для головного персонажа у фільмі Роберта Земекіса « Беовульф» . Потім він знявся у Індіані Джонс та Королівстві кришталевого черепа, який був випущений 22 травня 2008 року. Він повернувся до телевізійної драми в «The Changeling» - натхненний примус, спочатку показаний у травні 2009 року.
Наступний Уінстоун знявся як Арджан ван Дімен у фільмі « Трекер з Темуерою Моррісон» . Зніманий у Новій Зеландії, Tracker, який розповідає історію лідера командувача Африканера, який емігрує до Нової Зеландії після Другої бурської війни, був прем'єрний на Міжнародному кінофестивалі в Торонто 2010 року . Він з'явився в 44-дюймовій скрині поряд з Джоном Хертом та Ієном Мак-Шейн . Він відіграв роль агента ЦРУ Дарія Джедбурга в рімейку « Край темряви», замінивши Роберта Де Ніро . У 2012 році він зіграв роль детектива-інспектора Джека Регана в рімейку «Свіні» . Зірки Вінстона у фільмі слэш-трилера « Червоний сніг» режисера Стюарта Сент-Пол і за мотивами короткого фільму Адама Мейсона.
У 2011 році Вінстон знявся у британському незалежному фільмі «Гаряча картопля», комедійному трилері про двох чоловіків, які приходять у володіння грудкою урану. У фільмі, який був встановлений в Лондонському Іст-Енді в 1960-х роках, також знімаються старші дочки Вінстон Лоїс Вінстон, Джек Хастон, Колм Мейні та Девід Ерівуд .
У квітні 2013 року, будучи гостем ведучого шоу-комедії « Я маю новини для тебе», він спровокував суперечку, заявивши, що головним експортом Шотландії є «олія, віскі, тартан та бродяги», що призводить до заголовка у шотландець, що стверджує: "Рей Вінстон називає шотландців «бродягами» у телевізійному шоу ". Глядачі поскаржилися на Ofcom та BBC . У 2015 році він зіграв роль екс-злочинця Джиммі Роуза в «Тривалях Джиммі Роуз», трирічній драмі для ITV.

## Особисте життя
Вінстон познайомився зі своєю дружиною Елейн МакКаусленд під час зйомок того літа в 1979 році. У них три дочки; найстарші двоє, Лоїса та Хайме, обидві актриси. Вінстон живе зі своєю дружиною в місті Ройдон, Ессекс .  
Він прихильний фанат West Ham United та просував їх домашній комплект 2009 року.
Вінстон був оголошений банкрутом 4 жовтня 1988 року і знову 19 березня 1993 року.
У березні 2019 року Вінстон висловив перевагу залишити Європейський Союз без угоди в контексті Brexit і висловився проти проведення другого референдуму, заявивши, що це призведе до «заколоту» і що «країна проголосувала за вихід. Тоді це демократія, ви підете.»

## Фільмографія
| Year      | Title                                                          | Role                   | Notes |
| --------- | -------------------------------------------------------------- | ---------------------- | --- |
| 1976      | The Sweeney                                                    | 2nd Youth              | TV series (episode: «Loving Arms»)                                                                                           |
| 1977      | Scum                                                           | Carlin                 | |
| 1979      | That Summer                                                    | Steve Brodie           | Nominated—BAFTA Award for Best Newcomer                                                                                      |
| 1979      | Scum                                                           | Carlin                 | |
| 1979      | Quadrophenia                                                   | Kevin Herriot          | |
| 1980      | Fox                                                            | Kenny Fox              | TV series |
| 1981      | Ladies and Gentlemen, The Fabulous Stains                      | Billy                  | |
| 1983      | Ninety Percent Proof, Bergerac                                 | Tully                  | |
| 1983      | Auf Wiedersehen, Pet                                           | Colin                  | TV series (episode «The Fugitive»)                                                                                           |
| 1984–1986 | Robin of Sherwood                                              | Will Scarlet           | TV series |
| 1984–1989 | Minder                                                         | Arnie                  | TV series (4 episodes) |
| 1986      | Ever Decreasing Circles                                        | Harold                 | TV series (episode «Manure»)                                                                                                 |
| 1989      | Tank Malling                                                   | John 'Tank' Malling    | |
| 1994      | Ladybird, Ladybird                                             | Simon                  | |
| 1996      | One Foot in the Grave                                          | Vagrant/Millichope     | Christmas Special Starbound                                                                                                  |
| 1997      | Nil by Mouth                                                   | Ray                    | British Independent Film Award for Best Actor Nominated—BAFTA Award for Best Actor in a Leading Role                         |
| 1997      | Face                                                           | Dave                   | |
| 1997      | Our Boy                                                        | Woody Williamson       | TV movie |
| 1998      | Martha, Meet Frank, Daniel and Laurence                        | Pederesen              | |
| 1998      | Final Cut                                                      | Ray                    | |
| 1998      | Brand New World                                                | Colonel                | |
| 1999      | Darkness Falls                                                 | John Barrett           | |
| 1999      | The War Zone                                                   | Dad                    | Nominated—British Independent Film Award for Best Actor Nominated—European Film Award for Best Actor                         |
| 1999      | Births, Marriages and Deaths                                   | Alan                   | Series Nominated—BAFTA TV Award for Best Drama Serial                                                                        |
| 1999      | Tube Tales                                                     | Father                 | Segment: «My Father the Liar»                                                                                                |
| 2000      | There's Only One Jimmy Grimble                                 | Harry                  | |
| 2000      | Sexy Beast                                                     | Gary 'Gal' Dove        | Nominated—British Independent Film Award for Best Actor Nominated—Jameson People's Choice Award for Best European Actor      |
| 2000      | Tough Love                                                     | DC Lenny Milton        | 2 episodes |
| 2000      | Love, Honour and Obey                                          | Ray Kreed              | |
| 2001      | Last Orders                                                    | Vince 'Vincey' Dodds   | Nominated—European Film Award for Best Actor (shared with Michael Caine, Tom Courtenay, David Hemmings and Bob Hoskins)      |
| 2001      | The Martins                                                    | Mr. Marvel             | |
| 2002      | Ripley's Game                                                  | Reeves                 | |
| 2002      | Lenny Blue                                                     | DC Lenny Milton        | 2 episodes |
| 2003      | Henry VIII                                                     | Henry VIII             | TV movie |
| 2003      | Cold Mountain                                                  | Teague                 | |
| 2004      | Everything                                                     | Richard                | |
| 2004      | King Arthur                                                    | Bors                   | |
| 2004      | She's Gone                                                     | Harry Sands            | TV movie |
| 2005      | The Proposition                                                | Captain Stanley        | San Diego Film Critics Society Award for Best Supporting Actor Nominated—Australian Film Institute Award for Best Lead Actor |
| 2005      | The Magic Roundabout                                           | Soldier Sam (voice)    | |
| 2005      | The Chronicles of Narnia: The Lion, the Witch and the Wardrobe | Mr. Beaver (voice)     | |
| 2005      | Vincent                                                        | Vincent Gallagher      | TV series International Emmy Award for Best Actor                                                                            |
| 2006      | Sweeney Todd                                                   | Sweeney Todd           | TV movie |
| 2006      | All in the Game                                                | Frankie                | TV movie |
| 2006      | The Departed                                                   | Arnold/Mr. French      | |
| 2006      | Breaking and Entering                                          | Bruno Fella            | |
| 2007      | Beowulf                                                        | Beowulf/Dragon         | |
| 2008      | Fool's Gold                                                    | Moe Fitch              | |
| 2008      | Indiana Jones and the Kingdom of the Crystal Skull             | George «Mac» McHale    | |
| 2008      | Compulsion                                                     | Don Flowers            | |
| 2009      | The Devil's Tomb                                               | Blakely                | |
| 2009      | 44 Inch Chest                                                  | Colin Diamond          | |
| 2009      | Fathers of Girls                                               | Frank Horner           | |
| 2010      | Sex &amp; Drugs &amp; Rock &amp; Roll                          | William Dury           | |
| 2010      | Percy Jackson & the Olympians: The Lightning Thief             | Ares                   | Uncredited |
| 2010      | Edge of Darkness                                               | Darius Jedburgh        | |
| 2010      | 13                                                             | Ronald Lynn            | |
| 2010      | London Boulevard                                               | Gant                   | |
| 2010      | Tracker                                                        | Arjan van Diemen       | |
| 2010      | Ben Hur                                                        | Quintus Arrius         | TV miniseries |
| 2011      | Killzone 3                                                     | Admiral Orlock (voice) | Video game Also motion capture                                                                                               |
| 2011      | Rango                                                          | Bad Bill (voice)       | |
| 2011      | Hugo                                                           | Uncle Claude           | |
| 2011      | The Hot Potato                                                 | Kenny Smith            | |
| 2011      | Great Expectations                                             | Abel Magwitch          | TV series |
| 2012      | Elfie Hopkins                                                  | Butcher Bryn           | Cameo role |
| 2012      | Snow White and the Huntsman                                    | Gort                   | Head only |
| 2012      | The Sweeney                                                    | Jack Regan             | |
| 2012      | Run for Your Wife                                              | Cameo role             | Uncredited |
| 2012      | Ashes                                                          | Frank                  | |
| 2013      | Ford Mondeo Promo Video                                        | Ford Motor Co          | |
| 2014      | Lords of London                                                | Terry Lord             | aka Lost in Italy Direct-to-video                                                                                            |
| 2014      | Moonfleet                                                      | Elzevir Block          | TV miniseries |
| 2014      | Noah                                                           | Tubal-cain             | |
| 2015      | The Gunman                                                     | Stanley                | |
| 2015      | The Legend of Barney Thomson                                   | Holdall                | |
| 2015      | Point Break                                                    | Angelo Pappas          | |
| 2015      | The Trials of Jimmy Rose                                       | Jimmy Rose             | TV series |
| 2015      | Zipper                                                         | Nigel Coaker           | |
| 2016      | Of Kings and Prophets                                          | Saul                   | TV series |
| 2016–2018 | Ice                                                            | Cam Rose               | TV series |
| 2017      | Jawbone                                                        | William Carney         | |
| 2018      | King of Thieves                                                | Danny Jones            | |
| 2019      | The Queen's Corgi                                              | Tyson                  | Voice only |
| 2019      | Cats                                                           | Growltiger             | |
| 2021      | Black Widow                                                    | В очікуванні           | Post-production |